# Walsham-le-Willows
Walsham-le-Willows is een civil parish in het bestuurlijke gebied Mid Suffolk, in het Engelse graafschap Suffolk.